# 12 augusti
12 augusti är den 224:e dagen på året i den gregorianska kalendern (225:e under skottår). Det återstår 141 dagar av året.

## Återkommande bemärkelsedagar

### Festdagar
- Offerfest till guden Hercules ära i Romerska riket.

## Namnsdagar

### I den svenska almanackan
- Nuvarande – Klara
- Föregående i bokstavsordning
  - Clarence – Namnet infördes på dagens datum 1986, men flyttades 1993 till 23 november och utgick 2001.
  - Clary – Namnet infördes på dagens datum 1986, men utgick 2001.
  - Klara – Namnet har, till minne av helgonet Klara av Assisi, funnits på dagens datum sedan gammalt och har inte flyttats.
- Föregående i kronologisk ordning
  - Före 1901 – Klara
  - 1901–1985 – Klara
  - 1986–1992 – Klara, Clary och Clarence
  - 1993–2000 – Klara och Clary
  - Från 2001 – Klara
- Källor
  - Brylla, Eva (red.). Namnlängdsboken. Gjøvik: Norstedts ordbok, 2000 ISBN 91-7227-204-X
  - af Klintberg, Bengt. Namnen i almanackan. Gjøvik: Norstedts ordbok, 2001 ISBN 91-7227-292-9

### Finlandssvenska almanackan
- Nuvarande från 2020[1] – Kira, Klara
- I föregående revideringar[a][2]
  - 1929–2014 – Klara
  - 2015–2019 – Klara, Kira

## Händelser
- 1121 – Slaget vid Didgori. Stort slag. Stod mellan Seljuk riket och Konungariket Georgien. Nära 1 miljon trupper inblandade.
- 1164 – Slaget vid Harim.
- 1246 – Biskop Laurentius av Linköping meddelar i brev att han har skickat nunnor till Solberga kloster på Gotland.
- 1492 – Christofer Columbus anländer till Kanarieöarna under sin första resa till den "nya världen".
- 1868 – Bahá'ís grundare Bahaullah förvisas tillsammans med sin familj från Adrianopel i Osmanska riket (Turkiet) till sin slutliga förvisningsort fängelsestaden Akka i nuvarande Israel.
- 1877 – Thomas Edison får sin uppfinning fonografen att fungera för första gången.
- 1883 – Sista kvaggan dör i Djurpark i Amsterdam.
- 1908 – Den första T-Forden färdig.
- 1944 – Wolamassakern. Mellan 40 000 och 50 000 civilpersoner skjuts ihjäl av nazityska SS.
- 1952 – De mördade poeternas natt.
- 1953 – Jordbävningen på Joniska öarna 1953. Uppskattningsvis 400 till 800 människor dör.
- 1964 – The Beatles första film Yeah! Yeah! Yeah! har världspremiär.
- 1970 – Genom Moskvafördraget erkänner Västtyskland Oder–Neisse-linjen
- 1981 – IBM släpper sin första PC och ger den namnet IBM 5150.
- 1985 – En flygolycka inträffar med Japan Airlines Flight 123. 520 människor omkommer och det kommer att bli den värsta flygplanskatastrofen någonsin.
- 1983 – En våldsam skogsbrand bryter ut längs järnvägen mellan Hultsfred och Oskarshamn.
- 2000 – Den ryska atomubåten Kursk exploderar och förliser i Norra ishavet och hela besättningen på 118 man omkommer.
- 2004 – Sveriges folkmängd passerar 9 miljoner.
- 2005 – Sri Lankas utrikesminister Lakshman Kadirgamar mördas av en krypskytt i sitt hem.
- 2015 – Attacker i Tianjin, Kina och 173 människor omkommer och 797 personskador samt 8 saknade.

## Födda
- 1503 – Kristian III, kung av Danmark och Norge
- 1644 – Heinrich Biber, österrikisk tonsättare och violinist
- 1720 – Conrad Ekhof, tysk skådespelare
- 1736 – Erik af Wetterstedt, svensk ämbetsman
- 1762
  - Georg IV, kung av Storbritannien
  - William Branch Giles, amerikansk politiker
- 1774 – Robert Southey, brittisk författare
- 1777 – George Wolf, amerikansk politiker, guvernör i Pennsylvania
- 1783 – John Williams Walker, amerikansk politiker, senator
- 1819 – Claes Herman Rundgren, riksdagsman, biskop i Karlstads stift, ledamot av Svenska Akademien
- 1838 – Warner Miller, amerikansk republikansk politiker
- 1860 – Klara Hitler, mor till Adolf Hitler
- 1863 – Margaretta Eagar, irländsk barnflicka, verksam i Rysslands kejserliga familj
- 1868 – Jacinto Benavente, spansk dramatisk författare, mottagare av Nobelpriset i litteratur 1922
- 1870 – Hubert Gough, brittisk militär
- 1878 – Robert D. Carey, amerikansk republikansk politiker, senator
- 1880 – Karl Ivar Sköldén, svensk lantbrukare och politiker (bondeförbundet)
- 1887 – Erwin Schrödinger, österrikisk teoretisk fysiker, mottagare av Nobelpriset i fysik 1933
- 1894 – Albert Leo Schlageter, tysk Freikorps-medlem som avrättades för sabotageverksamhet
- 1897 – Ester Roeck-Hansen, svensk skådespelare
- 1902
  - Gösta Bergström, svensk operasångare (baryton)
  - Berndt Westerberg, svensk skådespelare
- 1905 – Hans Urs von Balthasar, schweizisk teolog
- 1909 – Franz Six, tysk SS-officer, dömd krigsförbrytare
- 1910 – Eliot Noyes, amerikansk arkitekt och formgivare
- 1911 – Cantinflas, mexikansk skådespelare och komiker
- 1915 – Sickan Carlsson, svensk skådespelare
- 1918 – Roman Malinowski, professor i byggnadsmateriallära vid Chalmers tekniska högskola i Göteborg
- 1924 – Mohammad Zia ul-Haq, pakistansk militär och politiker, Pakistans president
- 1925 – Kerstin Thorvall, svensk författare
- 1929 – Carl Axel Petri, jurist, opolitiskt statsråd
- 1930 – George Soros, amerikansk finansman och filantrop
- 1931
  - Kalle Sändare, svensk komiker och telefonskämtare
  - Bengt Gillberg, svensk skådespelare
- 1936 – Kjell Grede, svensk regissör och manusförfattare
- 1937 – Tommy Berggren, svensk skådespelare
- 1947 – Gunnar Svedberg, svensk professor, rektor vid Mittuniversitetet, rektor vid Göteborgs universitet
- 1948 – Kim Rhedin, svensk skådespelare
- 1949 – Mark Knopfler, brittisk musiker, gitarrist, sångare och kompositör
- 1952 – Per Arthur Segerström, svensk dansare
- 1954
  - Anthony David Wright, brittisk parlamentsledamot för Labour
  - François Hollande, fransk politiker, president
- 1957 – Isaac de Bankolé, ivoriansk skådespelare
- 1959 – Annika Listén, svensk dansare
- 1961 – Olle Ljungström, svensk artist
- 1969 – Tanita Tikaram, brittisk sångare och låtskrivare
- 1971 – Pete Sampras, amerikansk tennisspelare
- 1973
  - Joseba Beloki, spansk cyklist
  - Magnus Eriksson, svensk ishockeyspelare
  - Richard Reid, terrorist, känd som "skobombaren"
- 1976 – Mikko Viljami Lindström, gitarrist i HIM
- 1977
  - Jesper Grønkjær, dansk fotbollsspelare
  - Iva Majoli, kroatisk tennisspelare
- 1978 – Hayley Wickenheiser, kanadensisk ishockeyspelare
- 1981 – Djibril Cissé, fransk fotbollsspelare
- 1983 – Klaas-Jan Huntelaar, nederländsk fotbollsspelare
- 1987 – Anna Hertzman, svensk musiker, pianist, sångare och låtskrivare
- 1988 – Tyson Fury, brittisk boxare
- 1990 – Mario Balotelli Barwuah, italiensk fotbollsspelare
- 1993 – David Ling, svensk miljöpartistisk politiker, språkrör Grön Ungdom 2019-2022

## Avlidna
- 30 f.Kr. – Kleopatra, drottning av Ptolemeiska riket
- 875 – Ludvig II, kung av Italien och romersk kejsare
- 1187 – Johannes, svensk ärkebiskop
- 1341 – Petrus Filipsson, svensk ärkebiskop
- 1424 – Zhu Di, kejsare av den kinesiska Mingdynastin
- 1484 – Sixtus IV, född Francesco della Rovere, påve
- 1612 – Giovanni Gabrieli, italiensk kompositör
- 1633 – Jacopo Peri, italiensk kompositör, känd som operans fader
- 1652 – Jakob De la Gardie, svensk greve och fältherre, riksmarsk
- 1674 – Lasse Lucidor, svensk författare, diktare och sångare
- 1689 – Innocentius XI, född Benedetto Odescalchi, påve
- 1763 – Olof von Dalin, svensk skald, prosaskriftställare och hävdatecknare
- 1822 – Robert Stewart, viscount Castlereagh, brittisk politiker, utrikesminister
- 1827 – William Blake, brittisk poet och konstnär
- 1848 – George Stephenson, brittisk ingenjör som spelade stor roll i utvecklingen av ånglok
- 1861 – Eliphalet Remington, amerikansk vapentillverkare
- 1901
  - Francesco Crispi, fransk politiker, premiärminister
  - Adolf Erik Nordenskiöld, svensk mineralog och polarforskare, ledamot av Svenska Akademien
- 1928 – Leoš Janáček, tjeckisk tonsättare
- 1944 – Joseph P. Kennedy Jr., amerikansk militär
- 1955
  - Thomas Mann, tysk författare, mottagare av Nobelpriset i litteratur 1929
  - James Sumner, amerikansk kemist, mottagare av Nobelpriset i kemi 1946
- 1958 – Augustus O. Stanley, amerikansk demokratisk politiker
- 1964 – Ian Fleming, engelsk författare, skapare av James Bond
- 1973
  - Walter Hess, schweizisk kirurg, mottagare av Nobelpriset i fysiologi eller medicin 1949
  - Karl Ziegler, tysk kemist, mottagare av Nobelpriset i kemi 1963
- 1979
  - Ernst Boris Chain, brittisk forskare, mottagare av Nobelpriset i fysiologi eller medicin 1945
  - Inger Juel, svensk skådespelare och sångare
- 1982
  - Henry Fonda, amerikansk filmskådespelare
  - Salvador Sánchez, mexikansk boxare, världsmästare i fjädervikt
- 1985
  - Folke Fridell, svensk författare
  - Kyu Sakamoto, japansk musiker
- 1989
  - Lillebil Ibsen, norsk/svensk skådespelare
  - William B. Shockley, brittisk-amerikansk fysiker, mottagare av Nobelpriset i fysik 1956
- 1992 – John Cage, amerikansk kompositör.
- 1997 – Gösta Bohman, svensk moderatledare, statsråd
- 2000
  - Staffan Lindén, svensk skämttecknare och författare
  - Loretta Young, amerikansk skådespelare
- 2001 – Walter Walker, brittisk general
- 2004 – Godfrey N. Hounsfield, brittisk elektroingenjör, mottagare av Nobelpriset i fysiologi eller medicin 1979
- 2005
  - Lakshman Kadirgamar, lankesisk utrikesminister
  - Charlie Norman, svensk pianist
  - Ingvar Hellberg, svensk kompositör och textförfattare
- 2007 – Merv Griffin, amerikansk TV-programledare och producent
- 2012 – Joe Kubert, amerikansk serietecknare
- 2014 – Lauren Bacall, amerikansk skådespelare
- 2017 – Göran Sedvall, svensk bandyspelare
- 2022 – Wolfgang Petersen, tysk regissör